# 双方向性シナプス
双方向性シナプス（そうほうこうせいしなぷす）とは、中枢神経系で見られるシナプスの特殊な形態である。
通常のシナプスでは、神経伝達物質を放出するシナプス前部と、その受容体が存在する後部が明確に区別され、神経情報の伝達は一方向性である。一方、双方向性シナプスでは一方の神経細胞から、もう一方に対して伝達物質が放出されるのと同時に、逆の方向へも放出される。

## 分布
嗅球、副嗅球の僧房細胞・房飾細胞と顆粒細胞の間に形成される。僧房細胞・房飾細胞からグルタミン酸が放出される一方、顆粒細胞からはGABAによる抑制がかかる。
網膜では、双極細胞と水平細胞・アマクリン細胞との間に形成される。

## 機能
側方抑制を行い、感覚情報のコントラストを上げることが想定されている。